# Hexatoma (Eriocera) masakii
Hexatoma (Eriocera) masakii is een tweevleugelige uit de familie steltmuggen (Limoniidae). De soort komt voor in het Palearctisch gebied.